# Chiesa di Santa Maria Assunta (Scandolara Ravara)
La chiesa di Santa Maria Assunta è la parrocchiale di Scandolara Ravara, in provincia e diocesi di Cremona; fa parte della zona pastorale 4.
Un tempo era la chiesa madre del vicariato foraneo di Scandolara, che fu soppresso nell'Ottocento.

## Storia
La prima citazione di una chiesa a Scandolara Ravara risale al 1385. Da un documento del 1603 si apprende che la chiesa di Scandolara era a capo di un vicariato foraneo, che comprendeva originariamente quattro altre parrocchie, scese a due nel Settecento.
La nuova parrocchiale venne edificata in sostituzione della chiesetta di San Carlo, ancor esistente, tra il 1621 ed il 1643. Verso la fine di quel secolo gli altari posti nella vecchia chiesa furono qui trasportati. Nel 1825 venne realizzata la nuova facciata, progettata da Luigi Voghera da Cremona. Nel 1879 fu rifatto il pavimento e, nel 1935, decorata la facciata e realizzato il portale di ingresso. Tra il 1995 ed il 2005 sia la chiesa che il campanile vennero ristrutturati